# Anusha Dajee
Anusha Dajee (* 10. Mai 1981) ist eine mauritische Badmintonspielerin. 

## Karriere
Anusha Dajee gewann bei der Badminton-Afrikameisterschaft 2000 Silber im Damendoppel mit Selvon Marudamuthu. Bei der Afrikameisterschaft 2002 gewann sie Bronze im Damendoppel mit Karen Foo Kune. Dritte wurde sie auch im Doppel bei den Indian Ocean Island Games 2003. Mit dem Nationalteam aus Mauritius wurde sie auch Dritte bei den Panafrikanischen Spielen 2003.